# Réserve royale
 (août 2017).
La Réserve Royale est une bière belge brassée dans les cuves de la Brouwerij Anders (Province du Limbourg) depuis 2015.

## Description
Créée par deux amateurs de gastronomie et de bière, François-Xavier Delahaut et Roy de Marco, la Réserve Royale a été conçue pour rivaliser avec le champagne. Selon RTBF, « L'idée de départ était que les gens n'osent pas toujours demander une bière lors des grandes occasions. Ainsi, pour faire comme tout le monde, ils préfèrent demander un champagne même s'ils ne sont pas convaincus ».
L'objectif de créer une bière haut de gamme se traduit par l'utilisation d'une bouteille champenoise transparente, une coiffe de bouteille de Champagne, une bière à bulle fine. La coiffe, dorée, dissimule un bouchon hermétique et un muselet, comme les bouteilles de champagne. Une gravure au dos de la bouteille représente un cerf dessiné à la main par une artiste. La bière craignant l'exposition à la lumière, la bouteille est protégée par un étui tube en carton blanc, ce qui permet aussi d'améliorer son côté luxueux. 
La création de la recette s'est faite en association avec Pieter de Bock (ancien Production Manager de la Brasserie Affligem), qui leur met aussi à disposition ses cuves de la Brouwerij Anders, à Halen, pour le brassage. La première bouteille est sortie de la brasserie le 16 décembre 2015, après plus de 2 ans de recherche et d'essais. D'après L'éventail, la création de cette nouvelle bière a impliqué un grand nombre d'artisans-producteurs, maîtres-brasseurs, chefs, barmans et sommeliers, designers, illustrateurs. Ces derniers ont permis la création d'un packaging exclusif.
Cette bière, qui ne dépasse pas les 6,8% d'alcool, est composé uniquement d'ingrédient locaux : elle est, selon La Libre, « 100 % belge ». La Libre la décrit comme une bière « artisanale, de qualité, pas trop amère et pas trop sucrée ». La fermentation se fait en deux étapes: une fermentation haute, puis une refermentation en bouteille, dans une pièce sombre et humide chauffée à 25 °C pendant 20 jours. La maturation se réalise ensuite par une mise au repos au frais pendant deux ou trois mois.
Smets au Luxembourg et la boutique colette à Paris sont parmi les premiers revendeurs.

## Gastronomie
La Réserve Royale a été la bière des 10 ans de Dinner in the Sky à Bruxelles en juin 2016, évènement dont le concept est de suspendre, grâce à une grue, une table avec 22 convives et un Chef étoilé pour un déjeuner ou un diner à 60 m de hauteur. Cette année-là, 10 tables étaient suspendues simultanément  avec la présence notamment de Pierre Wynants et de Lionel Rigolet (Comme chez soi), Yves Mattagne (Sea Grill), Pascal Devalkeneer (Le Chalet de la Forêt), Giovanni Bruno (Senzanome), Luigi Ciciriello (La Truffe Noire), David Martin (La Paix), Bart De Pooter (Wy et De Pastorale), Filip Claeys (De Jonkman), Wout Bru (Brasserie Bru) ainsi que le chocolatier Pierre Marcolini.
Elle est également partenaire de Tram Experience à Bruxelles pour la saison 5 (2016-2017) et collabore également régulièrement avec certaines personnalités du monde gastronomique belge tel que Hannes Desmedt  (Meilleur sommelier de Sherry au Monde, ancien Sommelier du Hertog Jan  à Bruges et actuellement Bartender au Hof van Cleve  à Kruishoutem).

## Commercialisation
D'après un article de Belgibeer du 26 juillet 2017, « les amis d’enfance ont réussi leur pari puisque la Réserve Royale est à la carte de restaurants gastronomiques, bars-lounges et autres établissements de renom ». D'après Le Soir, la Réserve royale s'exporte en 2018 dans une vingtaine de pays, et d'autres pays d'exportation sont envisagés, comme la Suisse, la Russie, le Maroc, le Japon et l’Irak. Le Soir indique aussi que certains chefs étoilés commencent à commander cette bière, et que des ambassadeurs belges s'en servent régulièrement pour leurs repas de fête. Et une autre bière a aussi été créée, La Petite réserve, « déclinée en blonde, blanche, IPA ou Triple, d’une contenance de 33 cl et destinée à la grande distribution ».

## Emballage
L'emballage particulier de la Réserve Royale est composée d'une bouteille champenoise transparente 75 cl, présentant une sérigraphie à l'or 18k du logo à l'avant et d'une gravure de cerf à l'arrière. Ce dernier représente le Roi des forêts de l'Ardenne belge. Chaque bouteille vient accompagnée d'un étui blanc en carton reprenant le logo et la gravure ainsi que des conseils de dégustation.